# Lac de Bret
Le lac de Bret est situé sur le territoire de la commune de Puidoux dans le canton de Vaud en Suisse. 

## Hydronyme
En 1529, le lac de Bret était connu sous le nom de « Bryt ». En 1590 apparaît la désignation « Brel » puis « Bruict » en 1650. Il est aussi nommé « Lac de Bro », notamment sur la carte d'Antoine Chopy 1730 . Le nom viendrait du vieil allemand brestan (brechen, casser).

## Géographie
Situé sur le Plateau suisse dans un paysage de collines marqué par les cultures fourragères, le lac de Bret s'étend sur 0,36 km2 à une altitude de 674 mètres, au nord du lac Léman entre les hauteurs de la tour de Gourze à l'ouest et des monts Chesau et Pélerin à l'est. D'origine glaciaire, il s'est formé dans une dépression constituée par une moraine obstruant la vallée.
Le lac appartient au bassin du Rhône, cependant il reçoit des eaux du Grenet, cours d'eau à 350 mètres au nord du lac, qui appartient lui au bassin versant du Rhin. Ce détournement réalisé en 1875 avait pour but d'assurer l'apprivoisement du lac (28% en 2008), alors réservoir d'eau industrielle et source d'énergie motrice. Avant ces travaux, seul le ruissellement et des infiltrations sous-lacustres alimentait le lac de Bret. Le Forestay, dont le cours se jette dans le Léman, était alors son émissaire.
Sa longueur est d'environ 1,5 km pour une largeur de 400 m, ses rives ont une longueur de 4,1 km ; sa profondeur est de 20 m. Son volume total s'élève à 5 millions de m³. Il alimente la région de Lavaux et la ville de Lausanne en eau potable avec environ 5 millions de m³ par année. Selon le débit de l'eau pour l'usine de traitement, il arrive que le niveau du lac diminue de plusieurs mètres, la prise d'eau se trouve toutefois à 11 mètres de profondeur et un niveau minimal est garanti. Il n'est pas rare qu'en hiver sa surface soit totalement gelée.

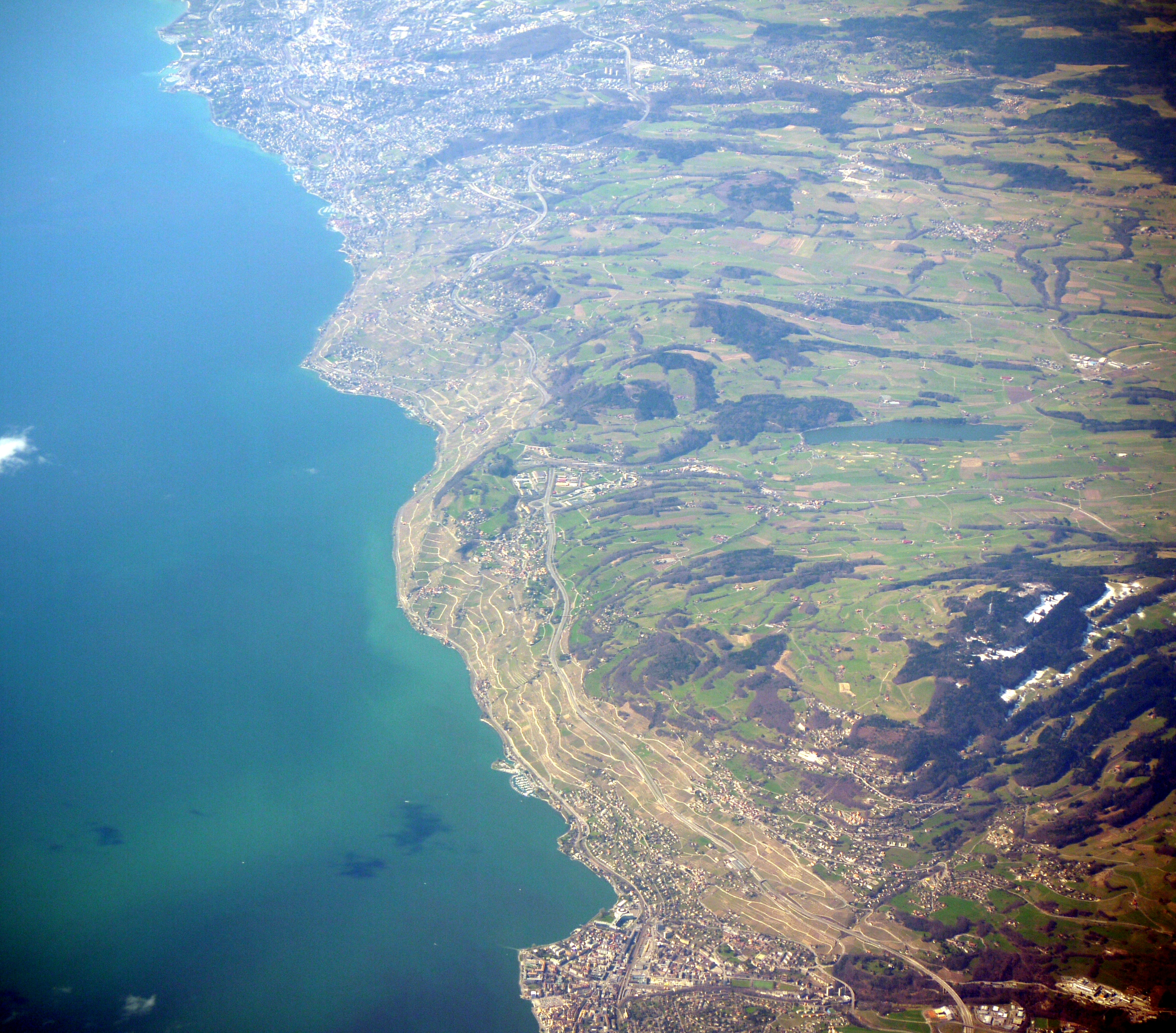
Le lac dans son environnement en avril 2010 (à droite de l'image)
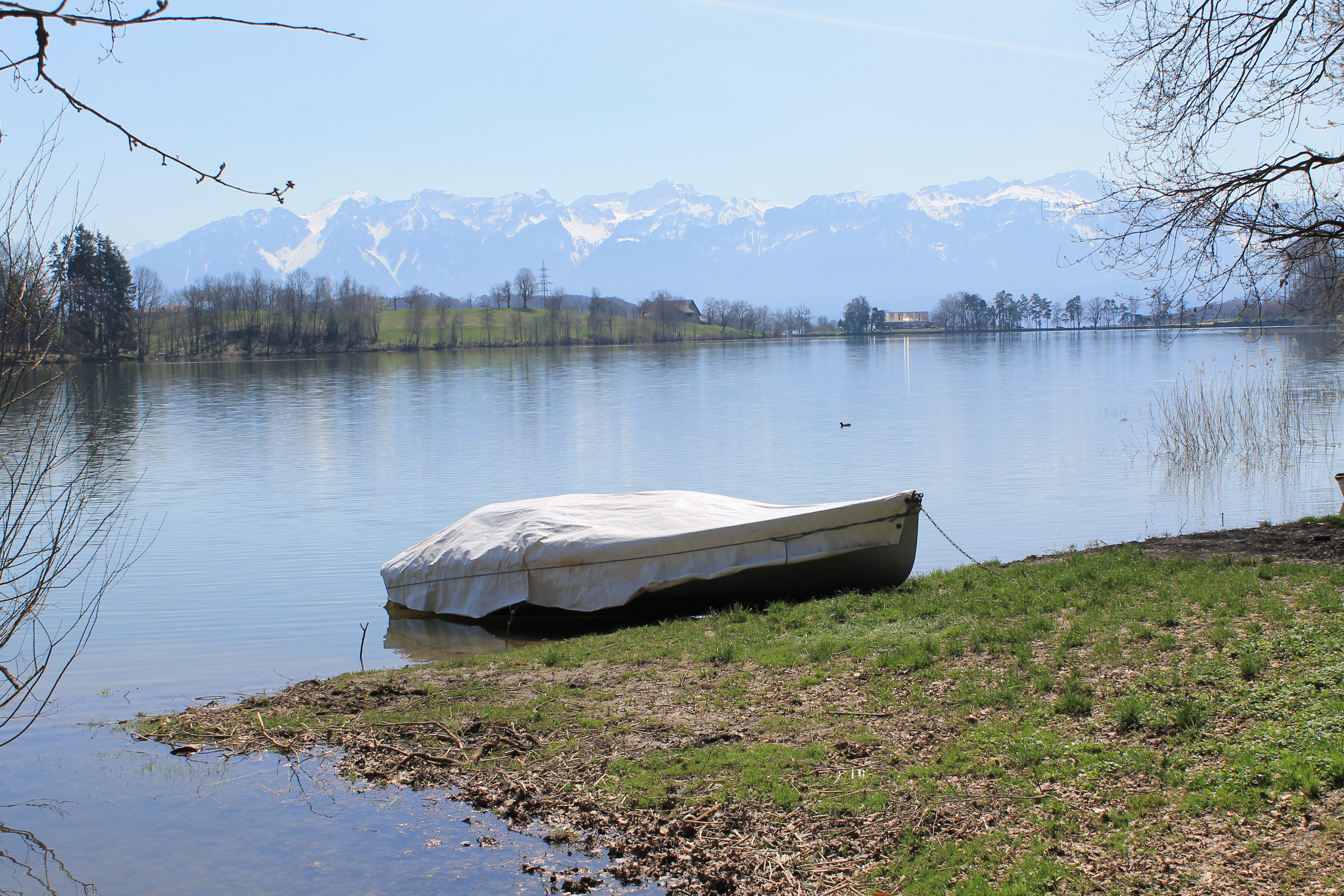
Le niveau du lac, ici élevé, peut considérablement varier (avril 2013).
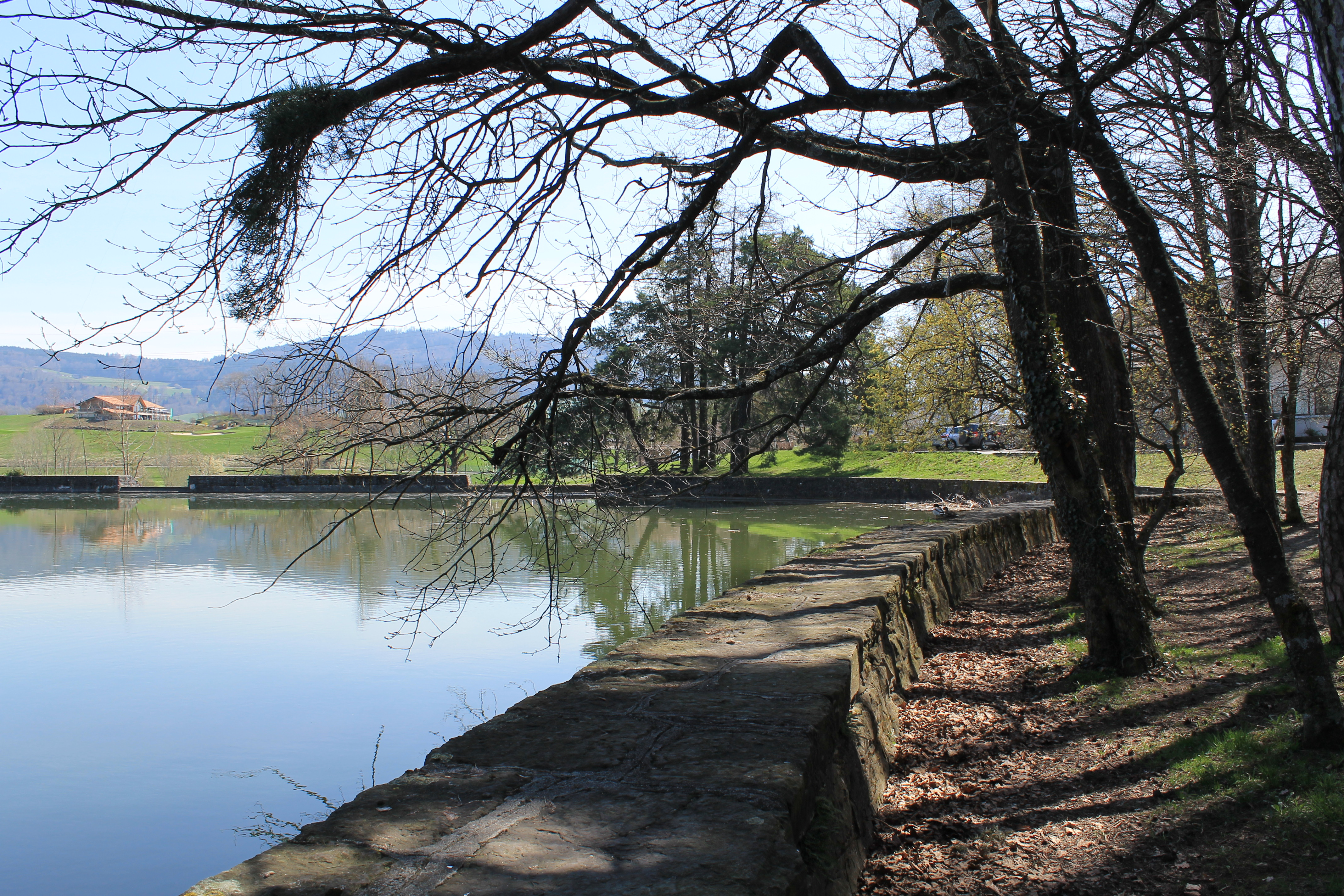
Une partie de la digue sur la rive sud du lac (avril 2013).

## Histoire
Avant la fin du XIXe siècle, le lac ressemblait davantage à un marais avec un bassin limité (2,5 km2) et un faible brassage des eaux.
En 1871, la Compagnie du chemin de fer Lausanne-Ouchy commença à utiliser les eaux du lac comme moyen mécanique pour déplacer un funiculaire en ville de Lausanne. Le surplus était distribué dans la ville. Quatre ans plus tard, une retenue et une conduite furent construites pour dévier le cours du ruisseau le Grenet de Forel (Lavaux) alors distant de 900 m. Cette mesure permit d'augmenter le bassin d'alimentation du lac et de le multiplier par dix pour atteindre environ 21 km2. Une digue sur la moraine de la rive sud du lac fut également construite afin d'augmenter son volume, coupant ainsi son émissaire, le Forestay. En 1957, la gestion des eaux fut transférée au Service des eaux de la ville de Lausanne.

## Écologie
Le lac de Bret est eutrophe, c’est-à-dire qu'il contient une grande quantité de nutriments avec un manque d'oxygénation. La faible profondeur du lac accentue ce phénomène.
Pour quantifier l'état du lac, certains hydrobiologistes se sont basés sur la présence d'une espèce de vers. En 1998, on comptait 1000 individus par m² au fond du lac (contre 20 000 dans le lac de Morat qui souffre également d'une abondance de substances nutritives). L'activité agricole sur les communes environnantes n'y est pas étrangère. Une baisse de phosphore fut toutefois constatée par rapport aux années précédentes.

## Faune
Le lac de Bret possède un peuplement pisciaire équilibré moyennement dense. À ce titre, sa biomasse piscicole est de niveau intermédiaire entre les petits lacs du massif jurassien et les grands des vallées alpines. La perche commune, le gardon, le rotengle, la tanche, le brochet et la carpe commune, toutes des espèces d’eau stagnante considérées comme autochtones, sont bien représentées dans le lac, seule l’ablette fait défaut. En revanche seul le goujon est présent pour les poissons liés aux cours d’eau. Parmi les espèces non indigènes, sont présents dans le lac le sandre, la brème commune et bordelière ainsi que les écrevisse signal et américaine. En 2015, l'inspection de la pêche du canton de Vaud relève la capture de 300 perches, 250 brochets, 59 gardons, 10 sandres et 39 autres.
L'avifaune est très variable selon les saisons. À l'année on y trouve des oiseaux d'eau autochtones comme le canard colvert, la foulque macroule, le grèbe huppé, les fuligules milouin et morillon, le héron cendré, le grand Cormoran voire le martin-pêcheur d'Europe. Durant les migrations de printemps et d'automnes de nombreuses autres espèces de passereaux, hérons, canards, fuligules, sarcelles, bécasseaux et chevaliers peuvent être présents.